# Jan Christiaan Smuts
Jan Christiaan Smuts, južnoafriški feldmaršal in politik, * 24. maj 1870, † 11. september 1950.
Med letoma 1939 in 1948 je bil predsednik vlade Južnoafriške republike.